# Johannes Heringsdorf
Johannes Heringsdorf, auch Herringsdorf (* 4. Mai 1606 in Neuenkirchen (Melle); † 20. Februar 1665 in Paderborn) war ein deutscher Jesuit und Kirchenlieddichter.

## Leben
Heringsdorf wuchs evangelisch auf und studierte in Herford und Hildesheim. Er konvertierte zur römisch-katholischen Kirche und trat 1629 in Trier als Novize in die Gesellschaft Jesu ein. Er wurde zum Philosophiestudium nach Neuss geschickt und wirkte 1632/1633 als Lehrer in Hersfeld. Zurückgekehrt nach Trier, lernte er Friedrich Spee kennen. 1634 bis 1637 ging er zum Theologiestudium nach Köln; das Tertiatjahr verbrachte er in Emmerich. Für mehr als ein Jahrzehnt lehrte er 1641 bis 1652 an Jesuitenkollegien in Siegen, Neuss und Münstereifel, wo er auch als Bibliothekar und Chorleiter tätig war.
In der Folgezeit wirkte er als Missionar im Bistum Osnabrück. Nach zwei Jahren in Paderborn (1657–1659) ging er nach Köln, wo er 1663/1664 als Seelsorger für die Gefängnisse und Krankenhäuser nachgewiesen ist, und kehrte dann nach Paderborn zurück.

## Bedeutung
Heringsdorf entwickelte eine kaum zu unterschätzende Nachwirkung in der Geschichte der katholischen Kirchenmusik in Deutschland durch die Herausgabe seines 1633 erstmals erschienenen Gesangbuches Psalteriolum cantionum catholicarum und dessen deutscher Version Geistlich Psälterlein. Beide erlebten zahlreiche Neuauflagen bis 1868 und haben noch Heinrich Bone stark beeinflusst. Verschiedene Lieder von Friedrich Spee wurden in ihnen erstmals gedruckt; in der Auflage von 1710 findet sich außerdem der früheste Druck von Veni, veni, Emmanuel.

## Werke
- Psalteriolum cantionum catholicarum. Köln 1633
- Geistliches Psälterlein. Köln 1637
- Geistlicher Psalter, in welchem auserlesene alt und neu Kirchengesäng neben den lieblichen Psalmen Davids verfasset seindt. Köln 1638
- Psalteriolum harmonicum. Köln 1642
- Sirenes symphoniacae, sive hymni sacri quaternis vocibus per diversa anni tempora concinendi, in pios fidelium usus Paderbornae collecti. [S.l.]: Peter Metternich 1678